# Cleofa
Clèopa, Alfeo, Clopa e Clèofa (resa latina e italiana) sono i nomi di alcuni personaggi accennati in alcune fonti storiche cristiane.  I quattro nomi sono considerati dalla maggioranza degli studiosi equivalenti.

Particolarmente conosciuto è il Cleofa citato nei Vangeli e venerato come santo dalla Chiesa Cattolica, che nel Martirologio Romano lo descrive al 25 settembre con queste parole:
L'identità di altri personaggi coevi con questo nome e il chiarimento dei loro rapporti con Gesù sono da secoli argomento di dibattito tra gli studiosi cristiani. Nella tradizione cattolica, con diversi gradi di sicurezza e di interpretazione tra i vari autori, sono considerati termini varianti di uno stesso nome, portato da persone distinte:
- Alfeo-Clopa, zio paterno di Gesù, fratello di san Giuseppe e, sia secondo la tradizione cattolica che secondo altre fonti, padre dei quattro "fratelli" di Gesù, forse da identificare col Cleopa discepolo di Emmaus;
- Alfeo, padre di Levi, l'esattore delle tasse identificato solitamente con l'evangelista Matteo;
- Cleofa marito (o padre, secondo alcuni) di una Maria ("Maria di Cleofa") che fu presente alla Crocifissione, anche lui forse coincidente con il Cleofa di Emmaus.

## Citazioni

### Clopa (Clèofa)

#### Nel vangelo di Giovanni
Un Clopa (Κλωπᾶς) è citato in Giovanni 19,25, dove viene fatto cenno a una Maria di Cleopa (Μαρία ἡ τοῦ Κλωπᾶ), solitamente reso in italiano con "Maria di Clèofa" presente durante la crocifissione di Gesù. Il genitivo ("di") può essere inteso come riferito al padre (Maria figlia di Clèofa), oppure come indicazione coniugale (Maria moglie di Cleofa).
L'esame sinottico di Mt 27,56 e Mc 15,40, che come Gv 19,25 descrive le donne presenti alla passione di Gesù, porta gli interpreti cattolici a identificare Maria di Clèofa con la Madre di Giacomo il Minore e Giuseppe-Ioses.

#### In Egesippo
Lo storico Egesippo (II secolo), citato da Eusebio, riferisce di un Clopa (Κλωπᾶς) che era fratello di san Giuseppe e padre di Simone, che era cugino di Gesù (Storia ecclesiastica 3,11,2; 3,32,4.6; 4,22,4). In SE 3,32,4, lo stesso Eusebio riporta che Simone fosse figlio di Clopa e (assumendo il genitivo coniugale) della Maria di Clopa di Giovanni.

### Alfeo
Il nome Alfeo (Ἁλφαῖος) è riferito in due occasioni:
- come padre dell'apostolo Giacomo di Alfeo (Ἰάκωβος ὁ τοῦ Ἁλφαίου o varianti), v. Mt 10,3[6]; Mc 3,18[7]; Lc 6,15[8]; At 1,13[9];
- come padre di Levi, l'esattore delle tasse chiamato da Gesù in Mc 2,14[10] (καὶ παράγων εἶδε Λευῒν τὸν τοῦ Ἁλφαίου...), dalla tradizione cristiana identificato con l'apostolo Matteo.

### Cleopa
Cleopa (Κλεόπας), solitamente reso con Clèofa, era uno dei due discepoli di Emmaus (Lc 24,18).

## Possibili identificazioni
Κλωπᾶς, Clopa e la sua variante Κλεόπας, Cleopa (vedi anche Simone - Simeone) vengono comunemente considerati abbreviazioni (vedi anche Antipatro - Antipa) del nome greco Κλεόπατρος, Cleópatros, significante "gloria del padre", più noto per motivi storici nella forma femminile Cleopatra. Oltre a queste due la grafia del nome presenta diverse varianti (v. Ilan): קלאופוס (Qleofòs); קלבוס (Qlebòs); קלופו (Qlofò); קלופא (Qlofà); Κ[λέο]πος (Klèopos); Κλεόβιος (Kleòbios); Κλωπᾶ (Klopà); arabo ﻗﻠﻴﻮﻓﺎ (Qliofa, che dovrebbe corrispondere all'ebraico קליופא).
Quanto alle persone, gli accenni del NT non permettono di chiarire se il Cleopa discepolo di Emmaus deve essere identificato col Clopa marito di Maria e/o fratello di san Giuseppe, oppure se si tratti di persone omonime distinte. Da molti studiosi cattolici il Clopa marito di una Maria viene identificato col fratello di san Giuseppe.
Quanto al nome ebraico Alfeo, la sua etimologia è connessa alla radice חלפ (halàf), "tornare". Anche per questo nome sono attestate diverse varianti oltre alla forma evangelica Ἁλφαῖος (Halfàios): חלפי (Halfài); חילפאי (Hilfài); חלבו (Halbò); Χαλφὶ (Chalfì); Ἄλφιος (Álfios); Ἄλφειος (Álfeios). Tra gli Amorrei è testimoniato חילפי (Hilfì) e חילפיי (Hilfìi), tra i Nabatei חלפו (Halfò) e חלפי (Halfì). Ilan presenta inoltre il nome חליפא (Halifà), distinto da Halfai ma con la stessa etimologia. Compare anche con le varianti חילפא (Hilfà); חליבא (Halibà), חליבו (Halibò), חלפתא (Halfetà); tra arabi è attestato חלף (Halàf), חלב (Halàb), חלבת (Halabàt); tra nabatei חליפו (Halifò) e חליבו (Halifò).
Più problematica è l'identificazione dei nomi Alfeo e Clopa-Cleopa. Nella tradizione cristiana occidentale l'Alfeo di Giacomo e il Clopa di Maria sono comunemente ritenuti la stessa persona.
A favore dell'identificazione vi è la constatazione che nell'antico oriente i giudei assumevano sovente un secondo nome greco assonante all'ebraico-aramaico originale: vedi p.es. Saulo-Paolo, Sila-Silvano, Giosuè-Giasone... Alfeo e Clopa non sarebbero altro che diverse dizioni in greco del medesimo nome aramaico חלפי Halfai (v. p.es. Lightfoot, 1865, online):
- la traslitterazione Ἁλφαῖος, Halfàios, appare più aramaicizzante, vicina alla resa fonetica del nome originale;

- la traslitterazione Κλωπᾶς, Clopàs, appare più grecizzante, derivante dal nome greco Κλεόπατρος, Cleópatros (vedi Cleopatra) abbreviato (vedi Antipatro - Antipa). Nella pronuncia italiana, come anche in quella greca, "Clopa" sembra molto diverso da "Alfeo", ma non è così tenendo conto della fonetica semita. La lettera ח (het) dell'originale Halfai ha un suono aspirato e duro che può averla fatta assimilare alla greca kappa, sebbene questa non abbia un suono aspirato. Anche l'originale lettera פ (pe) può rendere i fonemi sia della nostra effe (Alfai) sia della pi (Cleopa).

Contro l'identificazione dei nomi Alfeo e Cleofa si pronunciano diversi studiosi contemporanei (Wetzel, 1883; Nicoll, 1885; Brown; Blinzler, p. 144; Meier). Secondo costoro Clopa non è una seconda traslitterazione del nome Halfai, ma di un diverso nome aramaico קלופו, Qlofò, testimoniato da un testo aramaico del II secolo d.C., oppure  קלופא, Qlofà, testimoniato in un'epigrafe di Palmira.
È possibile però che questo nome non sia altro che l'aramaicizzazione del nome greco Cleòpatros: in tal caso non viene esclusa la possibilità che il nome greco Clopa abbia servito come resa dell'aramaico Halfai. Schematicamente:
```
              Ἁλφαῖος (
Halfàios
), resa fonetica del nome aramaico
   חלפי      /
 (
Halfai
)    \
              Κλωπᾶς (
Clopàs
), resa ellenizzata sia del nome aramaico che greco
 Κλεόπατρος  /
(
Cleòpatros
) \
              קלופו (
Qlofò
), resa aramaicizzata del nome greco
```

Sarebbe simile a quanto avviene p.es. nel caso di san Paolo:
```
          Σαούλ o Σαῦλος (
Saúl
 o 
Sàulos
), rese fonetiche del nome aramaico-ebraico
  שאול   /
(
Shaʾùl
) \
          Παῦλος (
Pàulos
), resa ellenizzata sia del nome aramaico-ebraico che latino
 
Paulus
  /
         \
          פאולו (
Paʾolò
), resa ebraica moderna del nome latino
```

Sempre la tradizione cattolica, sulla base di Girolamo, identifica tre Marie in Gv19,25. Maria di Cleofa (Clopa) viene intesa solitamente come sua moglie (genitivo coniugale). Il marito viene fatto coincidere col Clopa citato da Egesippo, fratello di San Giuseppe. Maria di Cleofa era pertanto cognata di Maria, madre di Gesù: il testo giovanneo, che parla di "la sorella di sua madre Maria di Clèofa", va inteso tenendo presente la polisemia (cioè pluralità di significati) del termine "fratello" e "sorella" nelle lingue semitiche e nel greco neotestamentario, fortemente semitizzato (vedi Fratelli di Gesù#Premessa: "fratello" nella Bibbia). In tal modo i suoi figli Giacomo il Minore e Giuseppe-Ioses possono essere identificati come cugini paterni di Gesù, oltre al Simone precisato da Egesippo.
L'interpretazione protestante e di alcuni esegeti cattolici, tuttavia, vede nel passo giovanneo non tre Marie ma quattro donne: Maria, sua sorella (anonima), Maria di Cleofa e la Maddalena. In tal caso questa Maria, madre di un Giacomo e di un Giuseppe, non è riconducibile a una parentela con Gesù e la sua famiglia.

## Culto
Nella Chiesa cattolica Cleofa, discepolo di Gesù, viene ricordato come santo il 25 settembre.